# Reconnaissance de nullité du sacrement de mariage
La  nullité du sacrement de mariage est reconnue lorsqu'au moins une des conditions du mariage catholique était en réalité invalide au moment de la célébration de l'union et qu'en échappant à la vigilance de l’Église catholique, ce vice caché a permis que soit célébré un mariage qui n'aurait pas dû se tenir.
Pour qu'un mariage soit célébré, il doit requérir certaines conditions, et si l'on découvre, après la célébration, qu'une de ces conditions requises a été falsifiée volontairement ou involontairement, le mariage n'est pas valide et ne l'a jamais été, même entre le temps du mariage et celui de la reconnaissance de nullité.
Le mariage catholique est constaté « nul » et non pas « annulé », tout comme on ne dit pas non plus « divorce » ou « annulation du mariage » car ces termes reconnaîtraient que le mariage était valide jusqu'à sa reconnaissance de nullité.
Ce n'est qu'après une enquête minutieuse que le tribunal collégial de trois juges constate qu'il n'y a pas eu sacrement en raison de l'absence d'au moins une condition requise au mariage.
Si les deux personnes désirent rester ensemble, en cas de disparition des causes de nullité, le mariage peut être convalidé.
Il existe des procédures particulières comme celle du Privilège de la Foi, ou encore de la dissolution du lien.
En ce qui concerne les enfants issus du mariage, même si le mariage est déclaré nul, les enfants restent légitimes.

## Engagement à l'indissolubilité
La logique positive du caractère indissoluble du mariage est que si deux adultes psychologiquement mûrs décident de vivre un tel engagement, il n'y a pas de raison que le mariage échoue : l'engagement moral peut résister aux évènements de la vie et à l'évolution des conjoints, notamment grâce au secours de la grâce sacramentelle donnée par Dieu dans le sacrement du mariage.
L'autre face de la logique est d'assurer la permanence nécessaire au « don mutuel » de l'engagement initial. Si la contrainte devait disparaître dès qu'il n'y a plus accord de volonté, l'engagement initial serait vidé de son sens.
Dans le cas où un couple pense sincèrement prendre un engagement permanent et que la vie commune se révèle un échec, l'important est non pas de sauver une relation dans l'impasse, mais de ne pas dénaturer le mariage.
Le dogme exprime ceci en disant que le mariage est un sacrement permanent « qui vient consacrer un engagement préexistant » [réf. nécessaire].
Le mariage est valide dès sa consommation charnelle, et n'est rompu que par la mort d'une ou des deux personnes (Catéchisme de l’Église catholique, paragraphe 1640).

## Motifs de nullité
Pour être valide, un mariage est préalablement préparé pour notamment constater qu’il n’y a pas le risque d’un empêchement (il existe douze motifs invocables) et éviter une « union illégitime » comme le dit Matthieu 5,32 et 19,9, :
- L’empêchement dirimant (cf. canons 1083 à 1094) :
  - Empêchements de droit naturel :
    - Le refus de procréer[4] ou le fait de cacher une impossibilité physique ou psychologique d'une union charnelle. Si l'une des parties a refusé d'avoir des relations sexuelles, ou qu'elle est sexuellement impuissante et qu'elle l'a caché à son futur conjoint, le mariage n'est pas valide et est reconnu comme nul;
    - L'âge minimum : 16 ans pour l'homme, 14 pour la femme (cf. Canon 1083);
    - Les liens de parenté (consanguine, par alliance ou adoption);

  - Empêchements de droit divin positif :
    - Le lien d’un mariage antérieur;
    - Crime de conjuguicide (si l'on a assassiné son époux/son épouse, pour épouser quelqu'un d'autre)
    - Ordre sacré (un prêtre ne peut plus se marier);
    - Le vœu perpétuel de chasteté;
    - La disparité de culte avec une personne non baptisée (peut faire l'objet d'une dérogation appelée « dispense »);
- Le défaut de consentement (cf. canon 1095 à 1107) :
  - Par contrainte, violence, force ou crainte;
  - Les troubles mentaux empêchant la lucidité du consentement (les raisons psychologiques reposent en particulier souvent sur l'article 1095[5] du code de droit canon);
  - Une grave immaturité;
  - La simulation du mariage, lorsqu'une personne a menti sur ses réelles intentions (par ex., un mariage blanc);
  - Désir de quitter ses parents;
  - L'occultation volontaire d'un aspect important de sa personnalité (erreur sur les qualités essentielles de la personne) conduisant à une incapacité d’assumer les obligations essentielles du mariage dont l’éducation des enfants;
  - L'occultation volontaire d'un aspect physique, une stérilité ou d'une maladie;
- Le défaut de forme canonique (cf. canons 1108 à 1123) :
  - par ex. si le ministre du culte qui reçoit les consentements des époux n'a pas reçu de l'ordinaire du lieu la juridiction nécessaire;

Le CPTL (Conseil pontifical pour les textes législatifs) a publié l'instruction Dignitas Connubii, datée du 25 janvier 2005, sur ce sujet.

## Mariage nul puis convalidé
Le mariage étant permanent par nature, le clergé examinera si l'échec de facto du mariage s'explique par une cause de nullité initiale de l'alliance — causes qui sont interprétées beaucoup plus largement en droit canon qu'en droit civil : l'Église suppose que le mariage est préexistant en tant qu'engagement librement pris des époux, mais n'a bien sûr pas la possibilité d'en être certaine au moment du mariage.
L'Église accepte donc l'idée que des relations qui ne sont en fait pas des mariages authentiques (des mariages putatifs) peuvent avoir été bénies et éventuellement être devenues des mariages authentiques par la suite.
Mais pour pouvoir être annulé, la preuve d'une invalidité doit être apportée :
Can. 1060 - Le mariage jouit de la faveur du droit ; c'est pourquoi, en cas de doute, il faut tenir le mariage pour valide, jusqu'à preuve du contraire.
Un mariage qui pourrait être annulé, est malgré tout encouragé par l'Église à être maintenu en le « purgeant » des vices dont il pourrait être atteint.
Si les deux personnes désirent rester ensemble, la cause de nullité n'est pas reconnue par un procès mais elle est supprimée par une dispense (exemption) spéciale de l’empêchement en question : la convalidation du mariage. Il en existe deux types, la première appelée « convalidation simple », comprenant un renouvellement du consentement, et une seconde « convalidation sanatio in radice », sans renouvellement.

### Convalidation simple
La convalidation simple (c. 1156 à 1160), suppose un empêchement dirimant : s'il cesse ou s'il est dispensé, les époux peuvent renouveler leur consentement selon que:
| Le défaut de consentement ou l'empêchement dirimant est | Le renouvellement du consentement se fera            |
| ------------------------------------------------------- | ---------------------------------------------------- |
| Connu de tous[pas clair]                                | En public et par les deux personnes                  |
| Connu par les deux personnes                            | En privé et par les deux personnes                   |
| Connu uniquement par la personne mise en cause          | En privé et uniquement par la personne mise en cause |

En cas de renouvellement du consentement à la suite d'un défaut de forme, si on n’a pas besoin de sauvegarder la dignité du mariage, on aura recours au mariage privé.

### Convalidationsanatio in radice
La convalidation sanatio in radice (sanation radicale), ne s'applique pas en cas de défaut de consentement, puisque celui-ci existe déjà. Elle s’applique en cas d’empêchement dirimant ou pour défaut de forme canonique.
Cette « convalidation sans renouvellement du consentement » à effet rétroactif (depuis la célébration du mariage) a lieu dès que la cause de nullité est :
- levé d'elle-même;
- supprimée par une dispense concédée par le Siège Apostolique (par ex. en cas de crime conjugicide) ou l’évêque (c. 1161 à 1165).

## Procédure de reconnaissance de nullité

### En droit civil français
En droit civil français, il existe aussi une annulation de mariage, qui se distingue de la rupture du divorce, puisque là aussi l'existence même du mariage est niée contrairement au divorce.
Toutefois, l'annulation au civil comme à l'Église, est dans les deux cas difficile à obtenir, et il existe même des arguments pouvant donner accès à la nullité du sacrement à l'Église, mais pas à celle de la démarche civile : l'immaturité lors du consentement n'est par exemple pas recevable devant les tribunaux civils pour une personne qui était majeure au moment de son mariage.
Il est donc possible de combiner le divorce civil avec une demande de nullité devant les tribunaux ecclésiastiques (un cas célèbre, et qui a même contribué à rappeler au public l'existence de la démarche de nullité, est celui de Caroline de Monaco).

### Détail de la procédure
En pratique, vous prenez d'abord rendez-vous avec un prêtre pour recevoir un formulaire de demande préliminaire, d'environ 4 pages, à envoyer à votre diocèse.
Un à deux mois plus tard, (si la demande est jugée raisonnable) vous recevez un formulaire complet d'une douzaine de pages, comprenant un questionnaire approfondi sur les circonstances des premiers contacts, des fiançailles, du mariage et du divorce. Vous devez y joindre des documents administratifs (certificat de baptême par exemple), ainsi que les noms de deux personnes pouvant apporter leur témoignage. Ces deux personnes seront contactées par le diocèse, qui leur demandera de remplir un dossier de quelques pages donnant leur perspective sur les circonstances du mariage, sur le couple et sur chacun des deux époux.
Environ deux mois après que ces formulaires et documents aient été retournés au diocèse, votre ex-époux et vous recevez une lettre du diocèse vous informant (si le dossier est jugé raisonnable) d'une raison plausible qu'ils vont étudier pour envisager la déclaration de nullité. À ce stade, votre ex-époux a l'occasion de remplir un dossier donnant son point de vue et de proposer ses propres témoins.
S'il ne le fait pas, la procédure continue sans lui et la décision vous est communiquée environ quatre mois plus tard.
Ce n'est qu'après cette enquête minutieuse qu'un défenseur du lien du mariage plaide pour le maintien du mariage, affirmation toutefois à nuancer, le défenseur du lien, qui comme tous les autres membres du tribunal ecclésiastique, appelé aussi Officialité, est attaché à la recherche de la vérité, ne s'acharne pas à défendre un consentement qui de toute évidence est vicié.
Le tribunal collégial de trois juges constate s'il y a eu ou non absence d'au moins une condition requise au mariage et dans ce cas, qu'il n'y a pas eu sacrement.
Sauf imprévu, la décision ou le jugement du tribunal de première instance est confirmée un peu plus tard par une seconde instance, qui est une Officialité d'appel. Dans les diocèses disposant de suffisamment de personnel qualifié (spécialistes en droit canon, psychologues, etc.), la procédure prend un peu moins d'un an.
Le 8 septembre 2015, le pape François a publié deux motu proprio (décrets d’application) qui allègent la procédure de reconnaissance des nullités de mariage. La mesure essentielle est la suppression des deux jugements conformes - par deux juges différents - requis jusque-là pour que la nullité du lien soit déclarée. Il n'y a plus qu'un seul jugement.
Le pape ouvre aussi la possibilité, pour des cas évidents, d'un processus d'annulation abrégé, sous la responsabilité de l'évêque.
La réforme du pape François rend également la procédure gratuite.

### Déclaration de nullité
La déclaration de nullité du mariage n'est pas un divorce, dans la mesure où un mariage nul n'a jamais existé. La reconnaissance de nullité par l'Église affirme que les deux personnes n'ont jamais été mariées et qu'on a cru à tort qu'elles l'étaient. Les deux personnes n'ont donc pas été mariées puis cessé d'être mariées comme pour un divorce.
Chaque année près de 55 000 demandes de causes en nullité sont introduites auprès des tribunaux ecclésiastiques (environ 500 en France). Elles aboutissent à une déclaration de nullité dans plus de 90 % des cas. Aux États-Unis, environ la moitié des demandes préliminaires aboutissent à un décret de nullité.
Tant que la ou les causes ayant causé la nullité du mariage ne sont pas levées, l’une ou les deux personnes ne peuvent toujours pas se marier à l’Église. Ce n'est qu'une fois que les causes de nullité sont levés, que la ou les personnes pourront se marier.

## Dissolution du mariage
L'Église catholique considère que le mariage civil conclu par deux non-baptisés ou un non-baptisé avec un baptisé est indissoluble, mais qui cependant peut être dissous par deux procédures particulières, celle du Privilège de la Foi et celle de la dissolution du lien :
- Un mariage entre un conjoint baptisé et un conjoint non baptisé peut être dissous par le Pape (c’est le « privilège pétrinien »)[12] si le conjoint non baptisé met en danger la foi du conjoint baptisé qui désire avoir un conjoint baptisé[14] ;
- Un mariage célébré entre deux non-baptisés peut être dissous par un évêque si l’un des conjoints accède au baptême et que l'autre le refuse (c’est le « privilège paulin », fondé sur 1 Corinthiens 7, 11)[12].

## L'Église catholique et la séparation ou le divorce civil
Le mariage étant indissoluble, l'Église catholique ne prévoit aucune procédure de divorce, ni de remariage, et ne reconnaît pas le divorce ni le remariage civil. Les divorcés non remariés ou remariés au civil sont toujours considérés par l'Église catholique comme mariés. L'Église catholique fait la distinction entre deux états de vies, la séparation ou le divorce sans remariage, et le divorce avec remariage.

### Séparation ou divorce sans remariage
Le paragraphe 2383 du catéchisme de l'Église catholique stipule que « la séparation des époux avec maintien du lien matrimonial peut être légitime en certains cas prévus par le Droit canonique (cf. Code de droit canonique, canons 1151-1155). Si le divorce civil reste la seule manière possible d’assurer certains droits légitimes, le soin des enfants ou la défense du patrimoine, il peut être toléré sans constituer une faute morale.».
Ainsi, une personne séparée contre son gré  ou divorcée non remariée ou ne vivant pas en concubinage n'est pas en état de « faute morale » ou de péché, et a donc le droit d'accès à tous les sacrements de l'Église dont la communion, le sacrement de pénitence et l’onction des malades.

### Divorce avec remariage
Parmi les divorcés, l'Église catholique fait la distinction entre deux états de vies : le remariage avec continence et le remariage sans continence (sexuelle).

#### Remariage avec continence
La déclaration du conseil pontifical pour les textes législatifs du 24 juin 2000 stipule que « les divorcés remariés qui, pour des raisons sérieuses, comme l’éducation des enfants, ne peuvent satisfaire à l’obligation de la séparation, et s’engagent à vivre en pleine continence, c’est-à-dire à s’abstenir des actes propres des conjoints, ne sont pas en situation de péché grave habituel (Familiaris consortio, numéro 84), et qui sur la base d’une telle résolution ont reçu le sacrement de la pénitence. Puisque le fait que ces fidèles ne vivent pas more uxorio est en soi occulte, tandis que leur condition de divorcés remariés est en elle-même manifeste, ils ne pourront s’approcher de la communion eucharistique que remoto scandalo.».
En 1981, au § 84 de l'exhortation apostolique Familiaris consortio, le pape Jean-Paul II stipule que « si l’on admettait ces [divorcés remariés incontinents] à l’eucharistie, les fidèles seraient induits en erreur et comprendraient mal la doctrine concernant l’indissolubilité du mariage. Les divorcés remariés ont accès aux sacrements à condition de se séparer de leur nouveau conjoint ou de vivre avec lui « en complète continence ».
Ainsi, si des personnes remariées ou vivant en concubinage s'engagent à « vivre comme frère et sœur » (c'est-à-dire sans relations sexuelles), et s'il y a une cause sérieuse (par exemple l'éducation des enfants déjà nés de cette nouvelle union), alors ces personnes peuvent communier à l'Église mais de manière « remoto scandalo » (réduction du scandale) pour éviter de pousser « les autres fidèles vers le mal » et pour défendre la moralité chrétienne en recevant la communion en privé (et non en public) ou en public mais dans des endroits où l’on n’est pas connu en tant que divorcé remarié ou concubin.
De la même manière, ils ont le droit d'accès à tous les sacrement de l'Église dont le sacrement de pénitence et l’onction des malades.

#### Remariage sans continence
Le paragraphe 1395 du catéchisme de l'Église catholique stipule que « l’Eucharistie n’est pas ordonnée au pardon des péchés mortels. Ceci est propre au sacrement de la Réconciliation. Le propre de l’Eucharistie est d’être le sacrement de ceux qui sont dans la pleine communion de l’Église.».
Le paragraphe 915 du Code de droit canonique établit que « les excommuniés et les interdits, après l’infliction ou la déclaration de la peine, et ceux qui persistent avec obstination dans un péché grave et manifeste, ne seront pas admis à la sainte communion».
Ainsi, toute personne en état de péché mortel, dont l'adultère, ne peut communier à l'église. Les personnes persistant dans l'adultère, tels que les divorcés non continents remariés ou vivant en concubinage peuvent assister à la messe sans toutefois prendre part à la communion. Ils n’ont pas non plus accès au sacrement de pénitence (sauf s'ils décident d'être continents) ni à l’onction des malades.
L'interdit de communion a été rappelé trois fois :
- en 1992, au paragraphe 1650 du catéchisme de l'Église catholique (« les divorcés remariés ne peuvent pas accéder à la communion eucharistique »[27]);
- en 1994, dans la Lettre Annus internationalis Familiae de la Congrégation pour la Doctrine de la foi;
- en 2007, dans l'exhortation apostolique Sacramentum Caritatis du pape Benoît XVI (« ne pas admettre aux sacrements les divorcés remariés »).

Cependant, à la suite de son exhortation apostolique Amoris lætitia publiée le 8 avril 2016, le Pape François a approuvé une lettre publiée en septembre 2016, par un groupe d’évêques de Buenos Aires soulignant que quand elle est possible, la continence devra être proposée aux couples divorcés-remariés, mais « si l’on en vient à reconnaître que, dans un cas concret, il y a des limitations qui atténuent la responsabilité et la faute, particulièrement quand une personne considère qu’elle tomberait dans un manquement ultérieur en provoquant des dommages aux enfants de la nouvelle union, Laetitia Amoris ouvre à la possibilité d’accéder aux sacrements de la réconciliation et de l’Eucharistie ».